# Liste der Biografien/Ply
Liste der Biografien |
Portal Biografien |
Personensuche
# |
A |
B |
C |
D |
E |
F |
G |
H |
I |
J |
K |
L |
M |
N |
O |
P |
Q |
R |
S |
T |
U |
V |
W |
X |
Y |
Z |
?
 
Pa |
Pc |
Pe |
Pf |
Ph |
Pi |
Pj |
Pk |
Pl |
Pm |
Pn |
Po |
Pr |
Ps |
Pt |
Pu |
Pv |
Pw |
Py
 
Pla |
Ple |
Plh |
Pli |
Plj |
Pll |
Pln |
Plo |
Pls |
Plu |
Ply
Die Liste der Biografien führt alle Personen auf, die in der deutschsprachigen Wikipedia einen Artikel haben. Dieses ist eine Teilliste mit 8 Einträgen von Personen, deren Namen mit den Buchstaben „Ply“ beginnt.

## Ply

### Plyl
- Plyler, Earle K. (1897–1976), US-amerikanischer Physiker und Pionier der Infrarotspektroskopie und Molekülspektroskopie

### Plym
- Plymell, Charles (* 1935), US-amerikanischer Autor, Verleger, Beat-Generation
- Plympton, Bill (* 1946), US-amerikanischer TrickfilmzeichnerBill Plympton (* 1946)

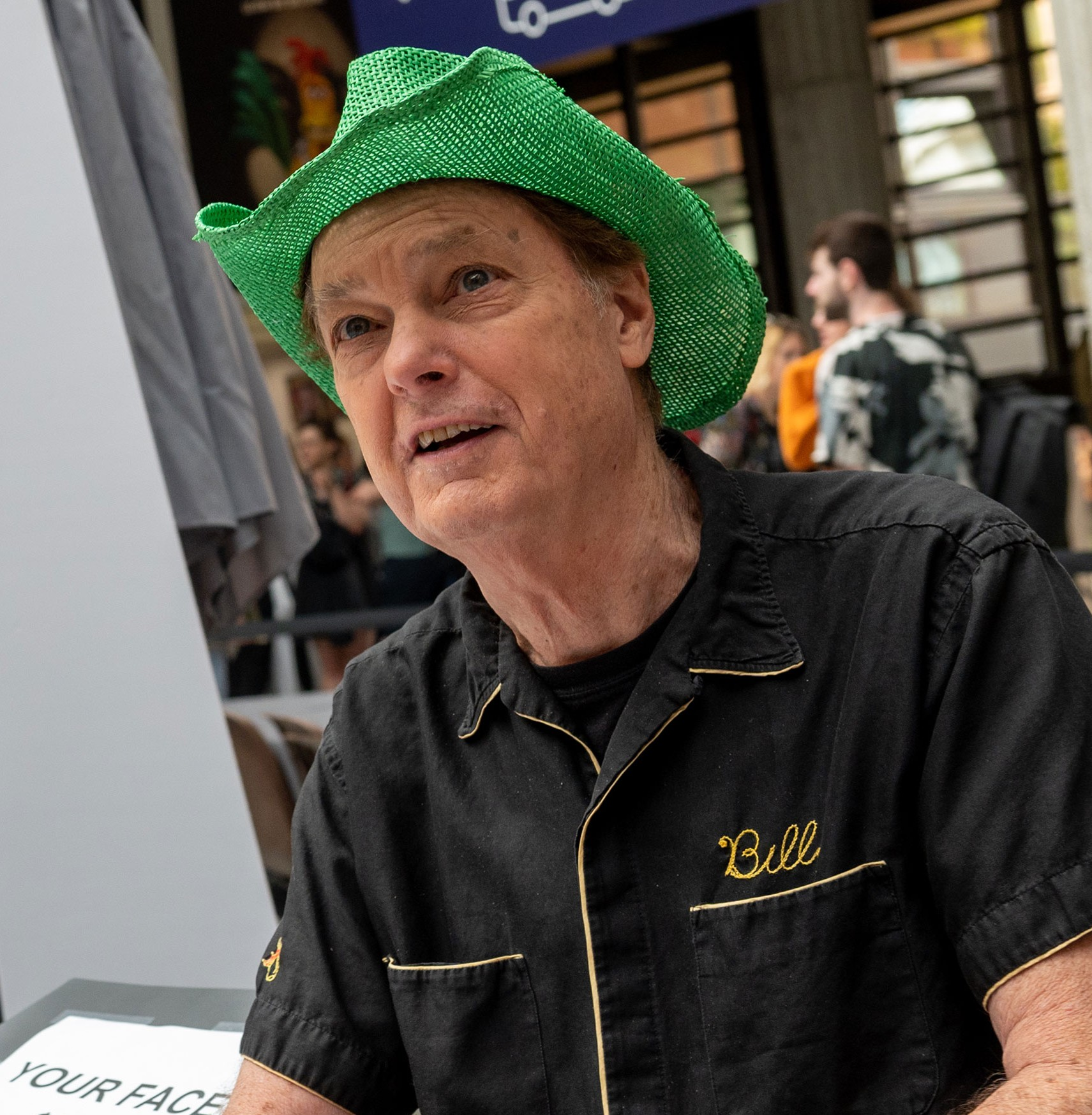
Bill Plympton (* 1946)

### Plys
- Plys, Chris (* 1987), US-amerikanischer Curler

### Plyt
- Plytnikas, Žydrūnas (* 1971), litauischer Jurist, stellvertretender Justizminister

### Plyu
- Plyuta, Sergiy (* 1978), ukrainischer Tänzer

### Plyw
- Pływaczyk, Krzysztof (* 1983), polnischer Biathlet
- Plywaski, Walter (1929–2021), polnisch-US-amerikanischer KZ-Überlebender